# Charenton-du-Cher

Charenton-du-Cher este o comună în departamentul Cher, Franța. În 1 ianuarie 2022 avea o populație de 999 de locuitori.